# Інститут металофізики імені Г. В. Курдюмова НАН України
50°27′58.66″ пн. ш. 30°21′44.92″ сх. д. / 50.4662944° пн. ш. 30.3624778° сх. д.
Інститу́т металофі́зики і́мені Гео́ргія Вячесла́вовича Курдю́мова Націона́льної акаде́мії нау́к Украї́ни — наукова установа, найбільший в Україні та Європі центр фундаментальних досліджень в галузі фізики металів. Названий на честь його творця і першого директора — засновника металофізики Георгія Вячеславовича Курдюмова.

## Історія Інституту
Історія Інституту металофізики ім. Г. В. Курдюмова НАН України розпочинається з 1945 р., коли на базі відділу металофізики Інституту чорної металургії АН УРСР було створено Лабораторію металофізики АН УРСР, реорганізовану в 1955 році в Інститут металофізики. Керівниками лабораторії, а потім Інституту були: з 1945 по 1951 р. — академік АН СРСР і УРСР Г. В. Курдюмов, з 1951 по 1954 р. — академік АН УРСР В. І. Данилов, у 1955 р. — академік АН УРСР А. А. Смирнов, з 1955 по 1985 р. — академік АН УРСР В. Н. Гріднєв, з 1985 по 1989 — академік НАН України В. Г. Бар'яхтар, з 1989 по 2002 р. — академік НАН України В. В. Немошкаленко, з 2002 по 2011 р. — академік НАН України А. П. Шпак, з 2011 по 2019 р. — академік НАН України Івасишин Орест Михайлович. З 2019 року інститут очолює член-кореспондент НАН України Валентин Андрійович Татаренко.

## Напрямки наукових досліджень
Основні напрямки наукових досліджень Інституту: теоретичні основи металофізики; електронна структура і електронні властивості металів і сплавів; фізика міцності і пластичності; фазові перетворення і фазові рівноваги; фізика поверхні.
Головним завданням Інституту є проведення в указаних напрямах на атомно-молекулярному і електронному рівнях фундаментальних досліджень природи структурних змін і фазових перетворень, що виникають у металевих матеріалах і сплавах в особливих умовах (низькі та високі температури, високий тиск і вакуум, невагомість, космічна радіація) і станах (плівки, поверхневі шари, аморфні стрічки, нано- і квазікристали, надпровідники, високодисперсні матеріали і наноструктури і т. д.), під впливом різних чинників (радіаційне і ультразвукове опромінювання, ударні навантаження, циклічні механічні і теплові дії, агресивні середовища, швидкісні нагріви і т. д.) і встановлення їх зв'язку з фізичними властивостями, що проявляються.
Мета досліджень — виявлення принципово нових можливостей і шляхів створення унікальних металевих матеріалів з істотно покращуваним комплектом фізичних властивостей, здатних працювати в складних спеціальних умовах і стимулюючих науково-технічний процес, а також розробка на основі цих матеріалів принципово нових пристроїв для сучасної техніки і корінна перебудова існуючих технологічних процесів і структури виробництва, підвищення уровня його технологічної культури.
У Інституті функціонує створена ще в самому початку 60-х років з метою розробки нових технологічних процесів і створення нових жароміцних, надпровідних матеріалів, а також функціональних матеріалів з ефектом пам'яті форми та ін. унікальна технологічна база. Ця база обладнана вакуумними лабораторними індукційними печами, а також спроектованими і виготовленими за технічними завданнями Інституту в його колишньому досвідченому конструкторському технологічному бюро з майстровими унікальними плавильними печами, які здійснюють індукційну і індукційно-дугову плавки з витратним і невитратним електродами в мідних водоохолоджуваних кристалізаторах. Комплекс цього плавильного устаткування забезпечує потреби підрозділів Інституту в сплавах для досліджень, а також дозволяє виготовляти малі партії (10-100 кг) прецизійних сплавів, розроблених в Інституті, які використовуються на підприємствах України та Росії.
З 1969 року в Інституті існує спеціалізований корпус для досліджень з фізики металів при низьких і наднизьких температурах, який отримав коротке найменування «Кріогенний корпус». Тут було встановлено нове спеціалізоване устаткування і починаючи з 1971 р. почалися систематичні отримання рідкого гелію (встановлена продуктивність по рідкому гелію — близько 100 літрів в годину) і його використання для наукових досліджень і розробок в області низькотемпературної металофізики, надпровідності і надпровідної електроніки. Установа має також окремий ізотопний корпус.

## Видавнича діяльність
Інститут випускає наукові журнали «Металлофизика и новейшие технологии», «Успехи физики металлов» і збірник наукових праць «Наносистеми, наноматеріали, нанотехнології».

## Структура Інституту
Структура Інституту включає 16 наукових відділів, 7 лабораторій, спільну з Київським академічним університетом навчально-наукову кафедру, наукову бібліотеку, редакційно-видавничий відділ, науковий архів та ін. В установі працює біля 400 співробітників, зокрема понад 230 науковців, у тому числі 130 кандидатів наук і 54 доктори наук (з них близько 30 мають звання професора), один академік НАН України О. М. Івасишин, вісім членів-кореспондентів НАН України: В. М. Антонов, Ю. М. Коваль, О. А. Кордюк, Ю. Я. Мєшков, В. Б. Молодкін, В. А. Татаренко, В. М. Уваров, В. Т. Черепін. Інститут має аспірантуру та докторантуру і спеціалізовані вчені ради по захисту дисертацій на здобуття наукового ступеня доктора (кандидата) наук у галузі фізико-математичних і технічних наук.

## Меморіальні дошки вченим інституту

В. Н. Гріднєву
М. О. Кривоглазу
В. В. Немошкаленку
В. М. Свєчникову
А. А. Смирнову